# Komjatná
Komjatná és un poble i municipi d'Eslovàquia que es troba a la regió de Žilina, al centre-nord del país.

## Demografia
| Godina             | 1994 | 2004   | 2014   | 2024   |
| ------------------ | ---- | ------ | ------ | ------ |
| Nombre de persones | 1392 | 1485   | 1521   | 1574   |
| Diferència         |      | +6,68% | +2,42% | +3,48% |

| Godina             | 2023 | 2024   |
| ------------------ | ---- | ------ |
| Nombre de persones | 1573 | 1574   |
| Diferència         |      | +0,06% |